# St. Kastor (Dausenau)

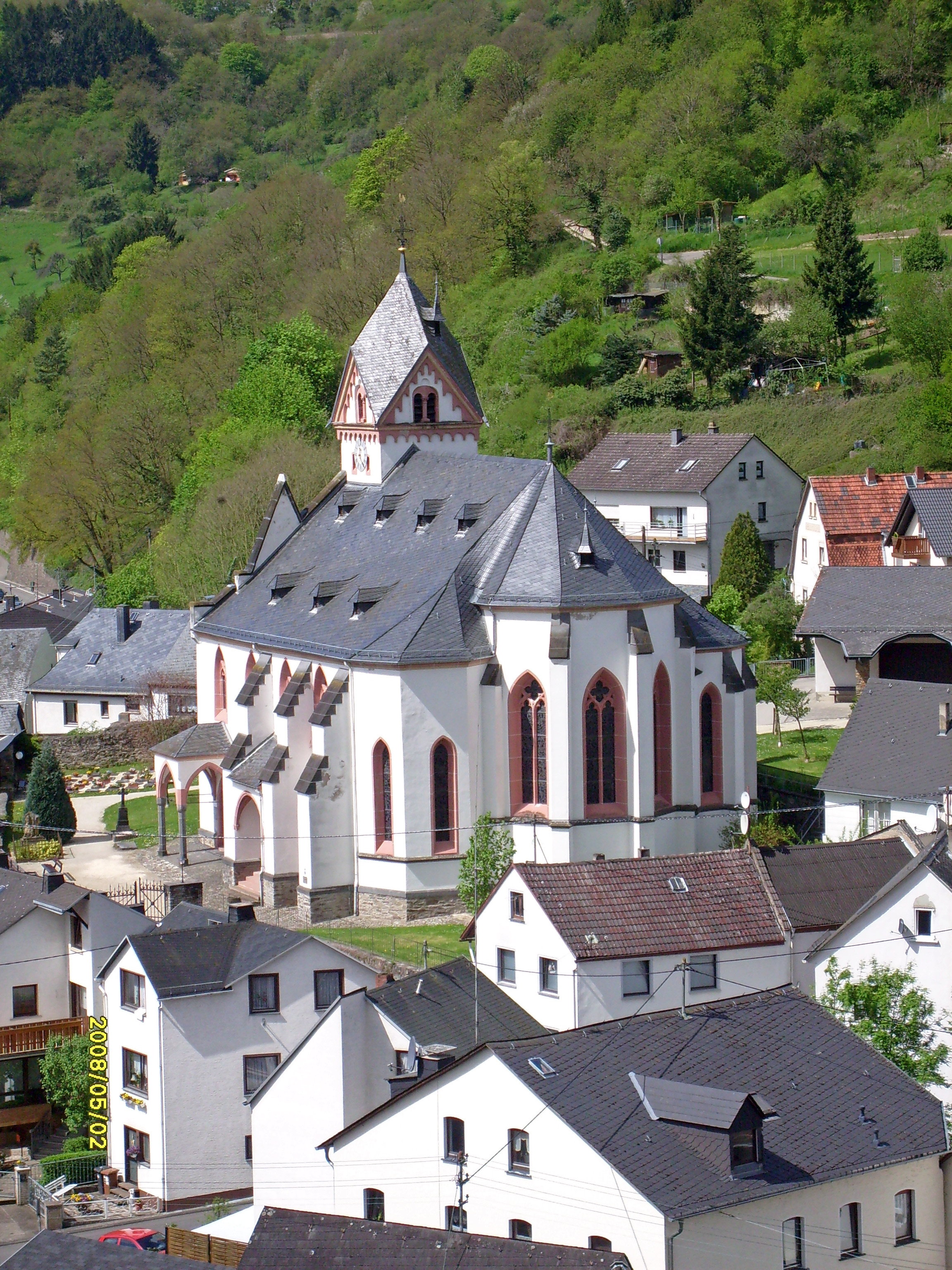
St. Kastor

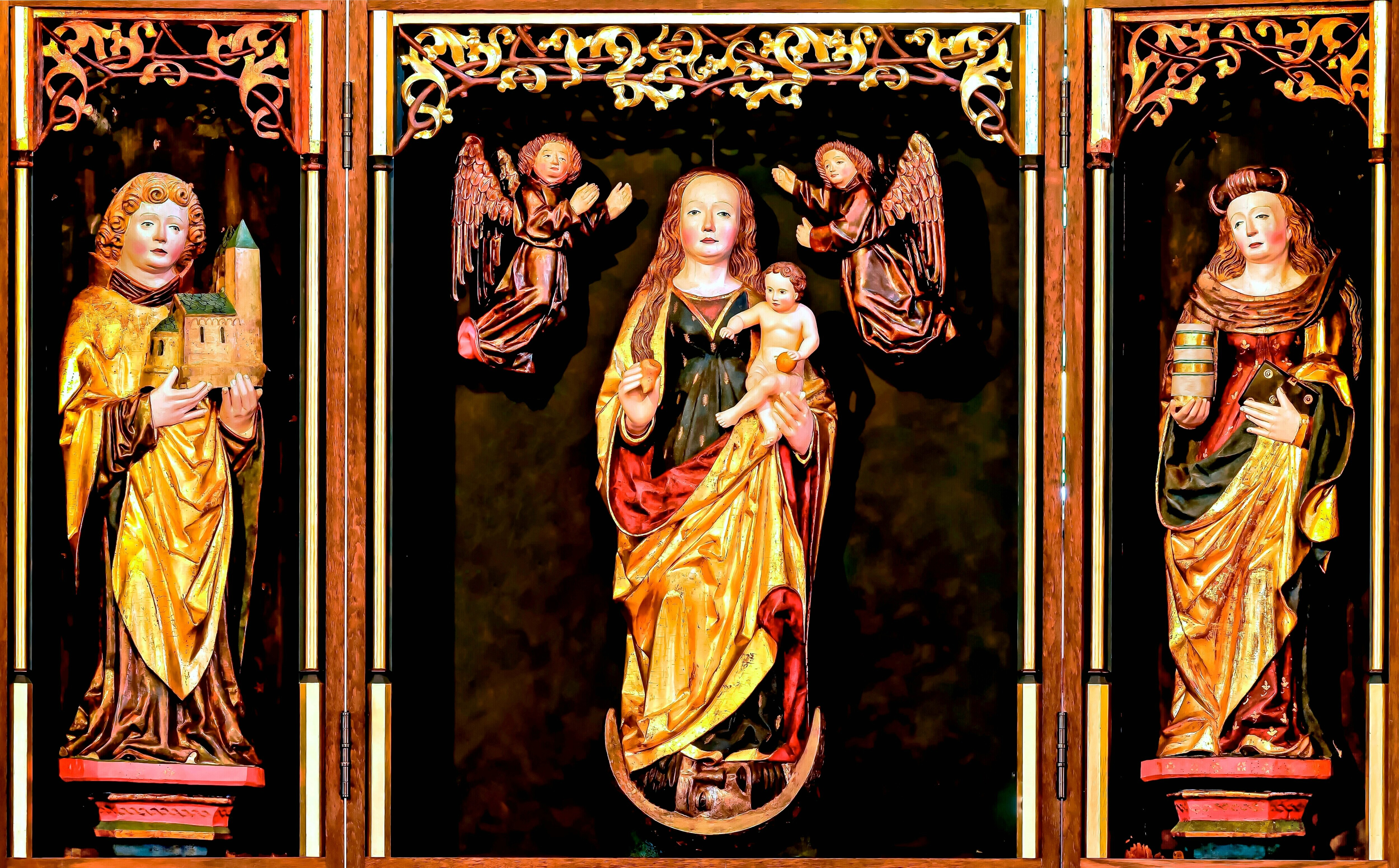
Der spätgotische Flügelaltar mit den drei Schutzpatronen

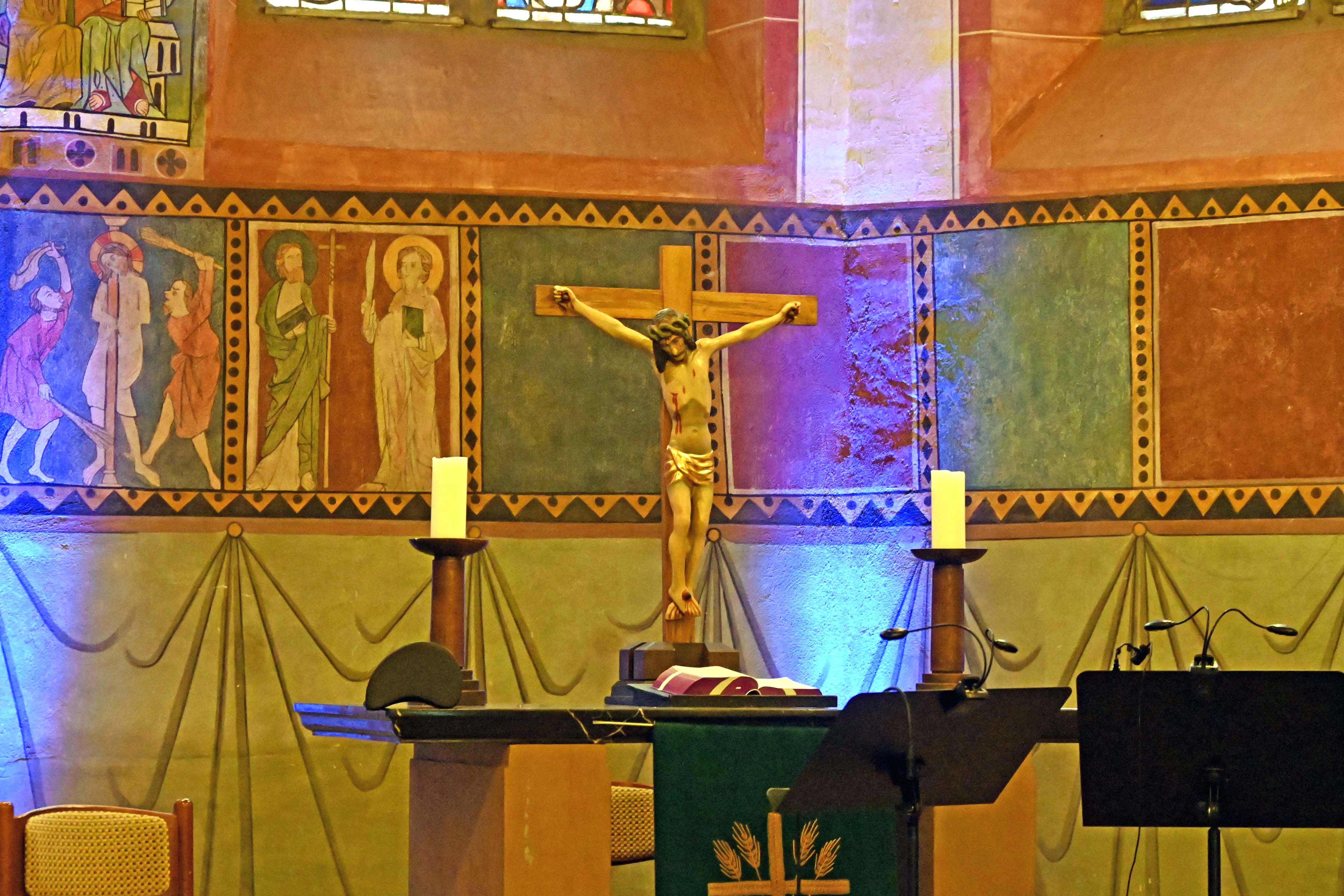
Altar mit Kruzifix und Wandfresken

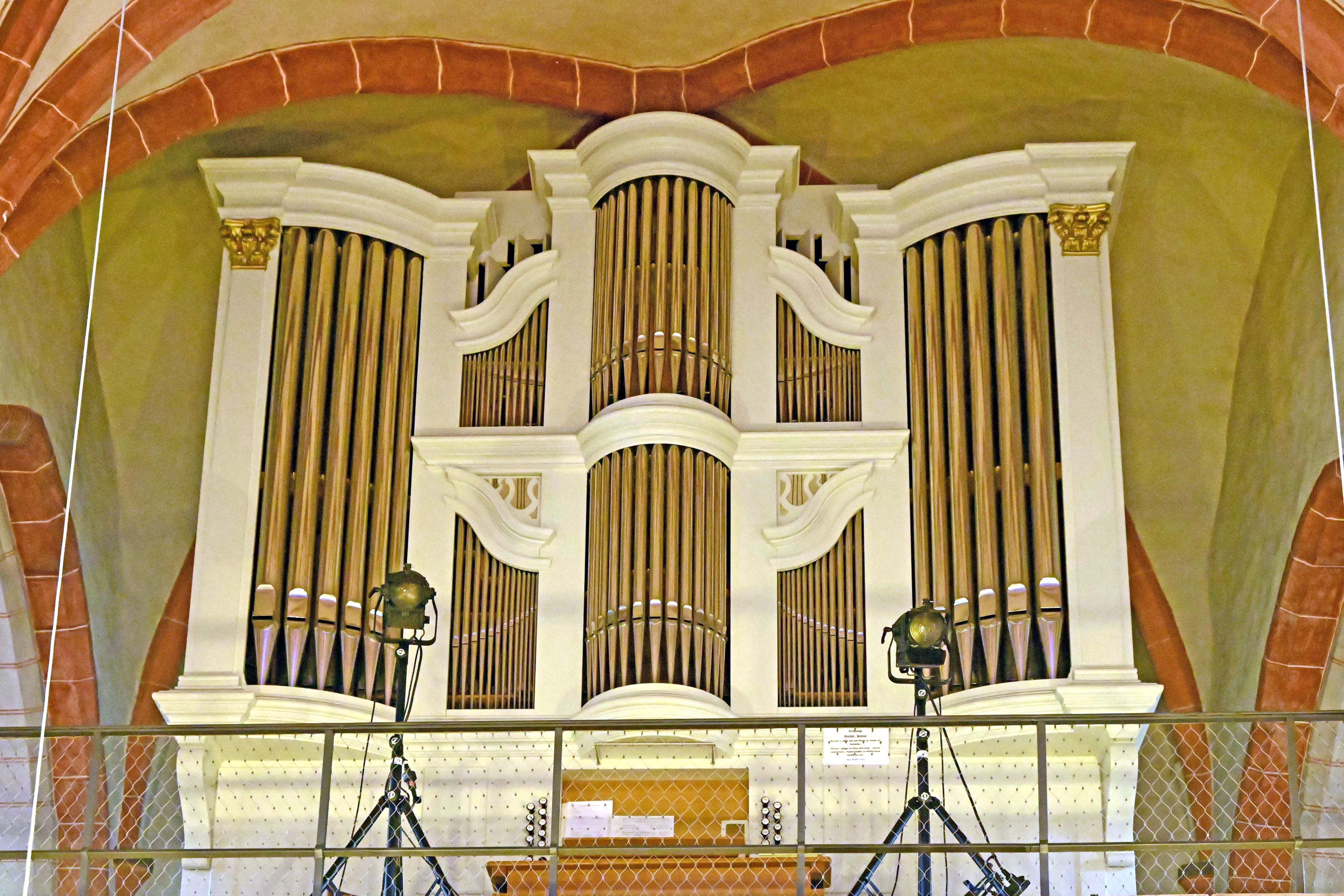
Orgel der Firma Förster & Nicolaus (2005), Gehäuse von 1841

Die evangelische Pfarrkirche St. Kastor ist ein denkmalgeschütztes Kirchengebäude in Dausenau im Rhein-Lahn-Kreis in Rheinland-Pfalz.

## Geschichte
Nach dendrochronologischen Untersuchungen wurde der romanische Turm um 1179 gebaut, er war Bestandteil eines romanischen Vorgängergebäudes. Bei Ausgrabungen im Jahr 1991 wurden Mauerreste im Kircheninneren freigelegt. Die Gemeinde wurde 1244 urkundlich erwähnt. Nach dendrochronologischen Untersuchungen des Dachstuhles wurde die kurze, dreischiffige Hallenkirche zwischen 1312 und 1319 errichtet. In einer Urkunde von 1319 wurden die Heiligen Maria, Maria Magdalena und Kastor als Schutzpatrone erwähnt. 1879 wurden Wandmalereien aus dem 14. Jahrhundert in der Kirche entdeckt und 1884, 1902 sowie 1951 restauriert.

## Architektur
Die Seitenschiffe sind durch Emporen unterteilt. Der spätromanische Turm ist einbezogen. Jedes Schiff schließt mit einem 5/8 Chor ab. Eine offene, kreuzgewölbte Vorhalle befindet sich auf zwei schlanken Säulen vor dem Westportal, eine spätgotische Vorhalle mit Sterngewölbe ist an der Südseite. Eine Quelle berichtet, dass in den Turmbau des Steinschen Schlosses wertvolle Glasmalereien aus der Kirche „verschleppt“ wurden.

## Ausstattung
- spätgotischer Flügelaltar um 1470 mit Tafelbildern aus dem Marienleben
- In den Apsiden Wandgemälde aus dem 14. Jahrhundert
- Wandmalereien aus dem 14. und 16. Jahrhundert
- Fragmente einer Jakobsmuschel und Schmuckteile wurden bei Ausgrabungen Anfang der 1990er Jahre in freigelegten Gräbern gefunden.
- Auf dem Dachboden befinden sich alte Kammereinbauten

### Orgel
Die Orgel wurde 2005 von der Orgelbaufirma Förster & Nicolaus (Lich) in dem vorhandenen Orgelgehäuse von 1841 erbaut. Das Instrument hat 21 Register auf zwei Manualen und Pedal. Die Spiel- und Registertrakturen sind mechanisch.
| I Hauptwerk C–g3 |                |        |
| 1.               | Prinzipal      | 8′     |
| 2.               | Rohrflöte      | 8′     |
| 3.               | Oktave         | 4′     |
| 4.               | Koppel         | 4′     |
| 5.               | Nazard         | 2 ⁄3′  |
| 6.               | Superoktave    | 2′     |
| 7.               | Terz           | 1 3⁄5′ |
| 8.               | Mixtur         | 1 ⁄3′  |
| 9.               | Trompete       | 8′     |
|                  | Tremblant fort |        |

| II Schwellwerk C–g3 |                |    |
| 10.                 | Hohlflöte      | 8′ |
| 11.                 | Salizional     | 8′ |
| 12.                 | Schwebung      | 8′ |
| 13.                 | Prinzipal      | 4′ |
| 14.                 | Traversflöte   | 4′ |
| 15.                 | Flageolett     | 2′ |
| 16.                 | Plein jeu      | 2′ |
| 17.                 | Hautbois       | 8′ |
|                     | Tremblant doux |    |

| Pedal C–f1 |               |     |
| 18.        | Subbass       | 16′ |
| 19.        | Holzprinzipal | 8′  |
| 20.        | Gedecktbass   | 8′  |
| 21.        | Posaune       | 16′ |

- Koppeln: II/I, I/P, II/P

## Friedhof
An der Kirche ist ein alter Friedhof angelegt, auf dem unter anderem ein klassizistisches Grabmal von 1824 (trauernder Genius) von Johann Baptist Scholl zu sehen ist.

## Fotos

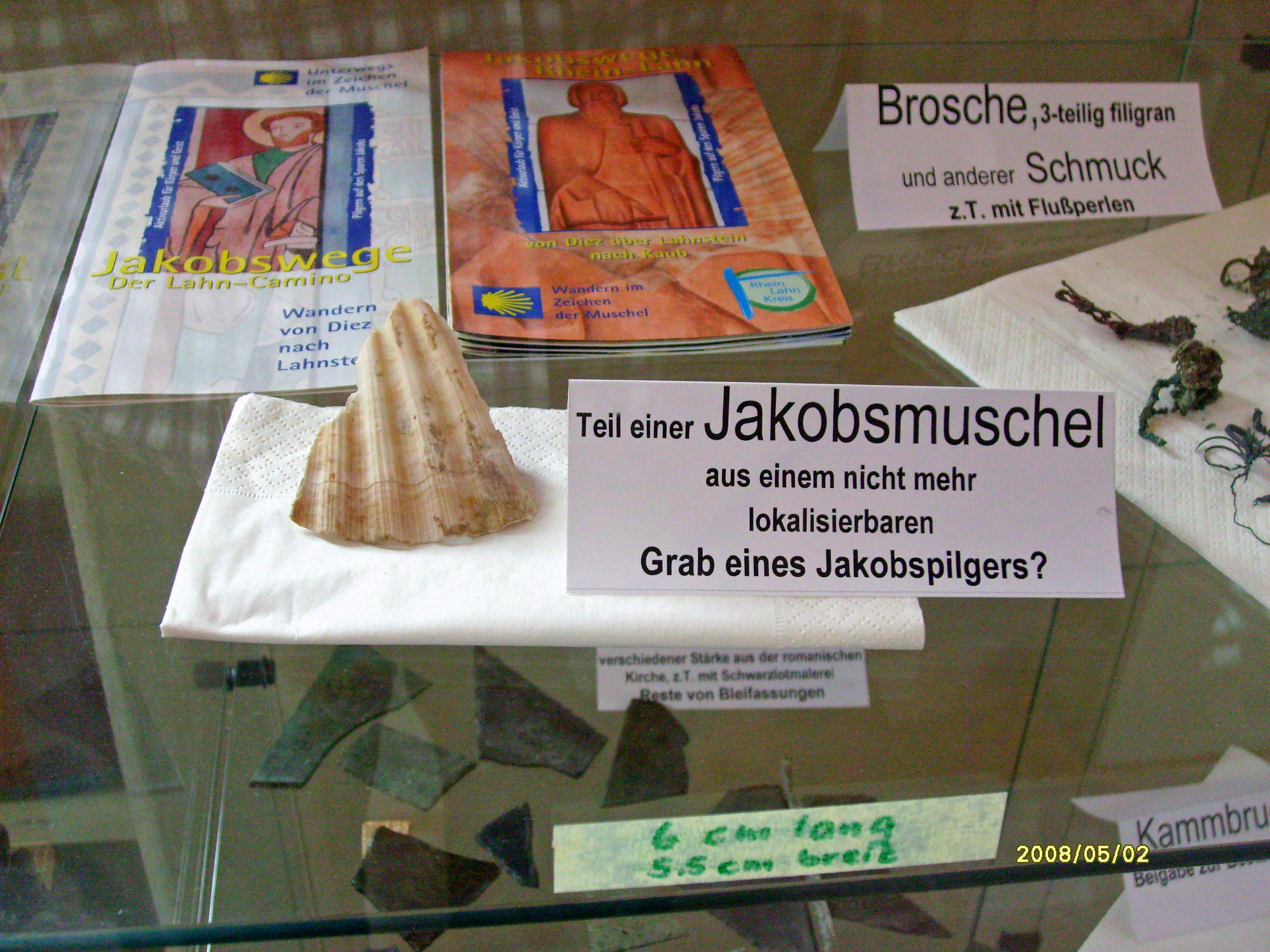
Fragment einer in einem Grab gefunden Jakobsmuschel
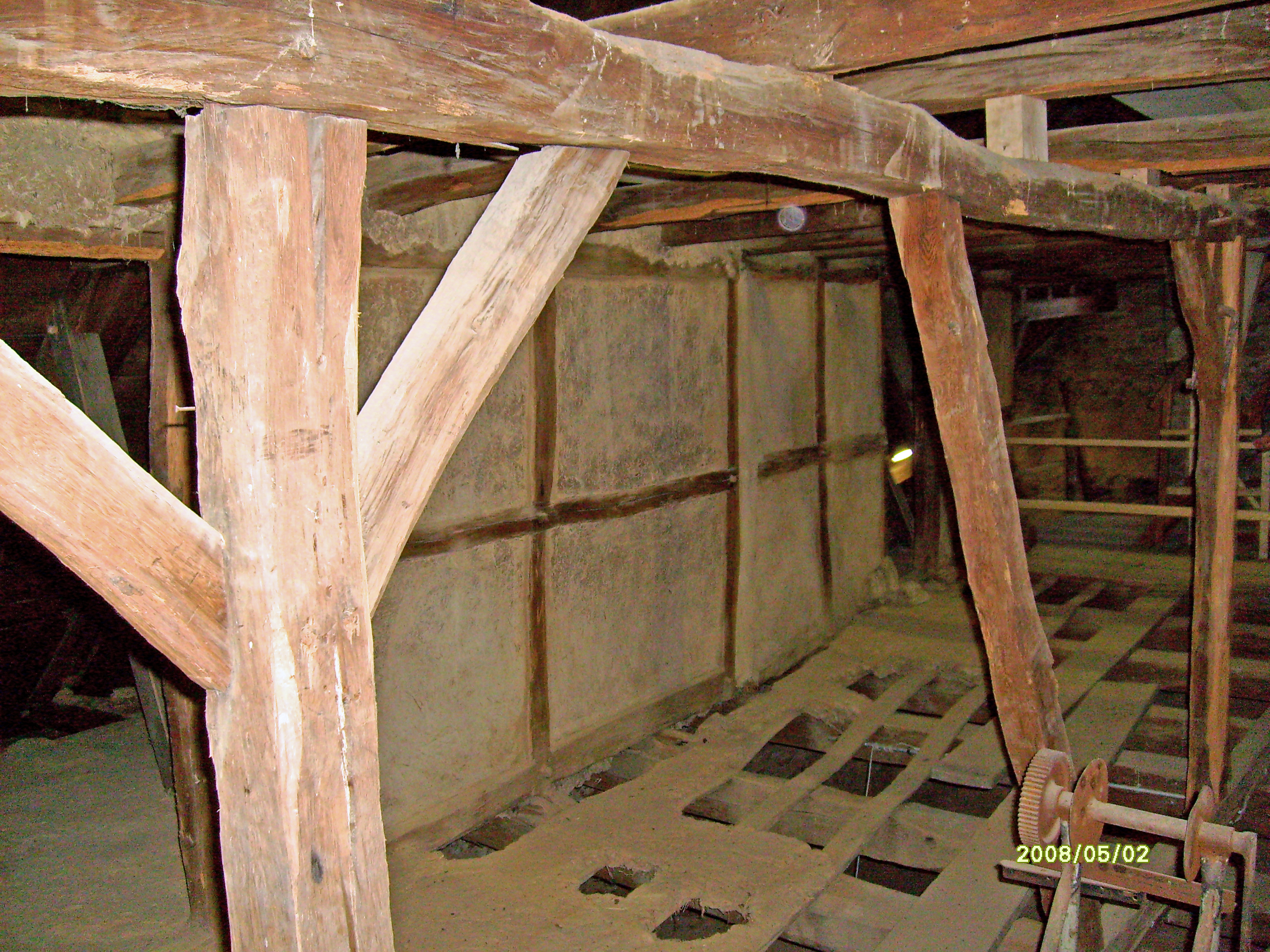
Kammereinbauten auf dem Dachboden
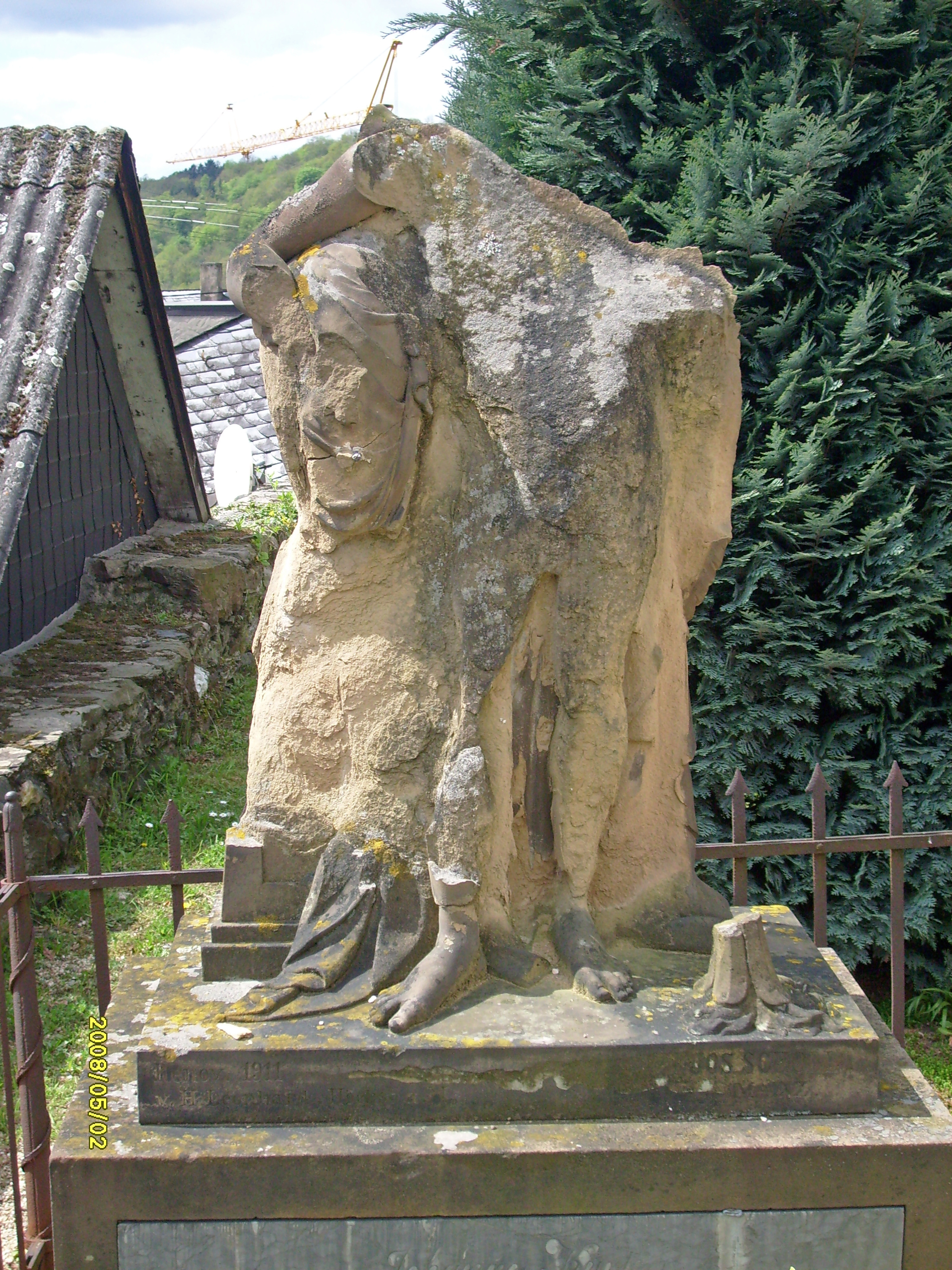
Grabmal auf dem Friedhof
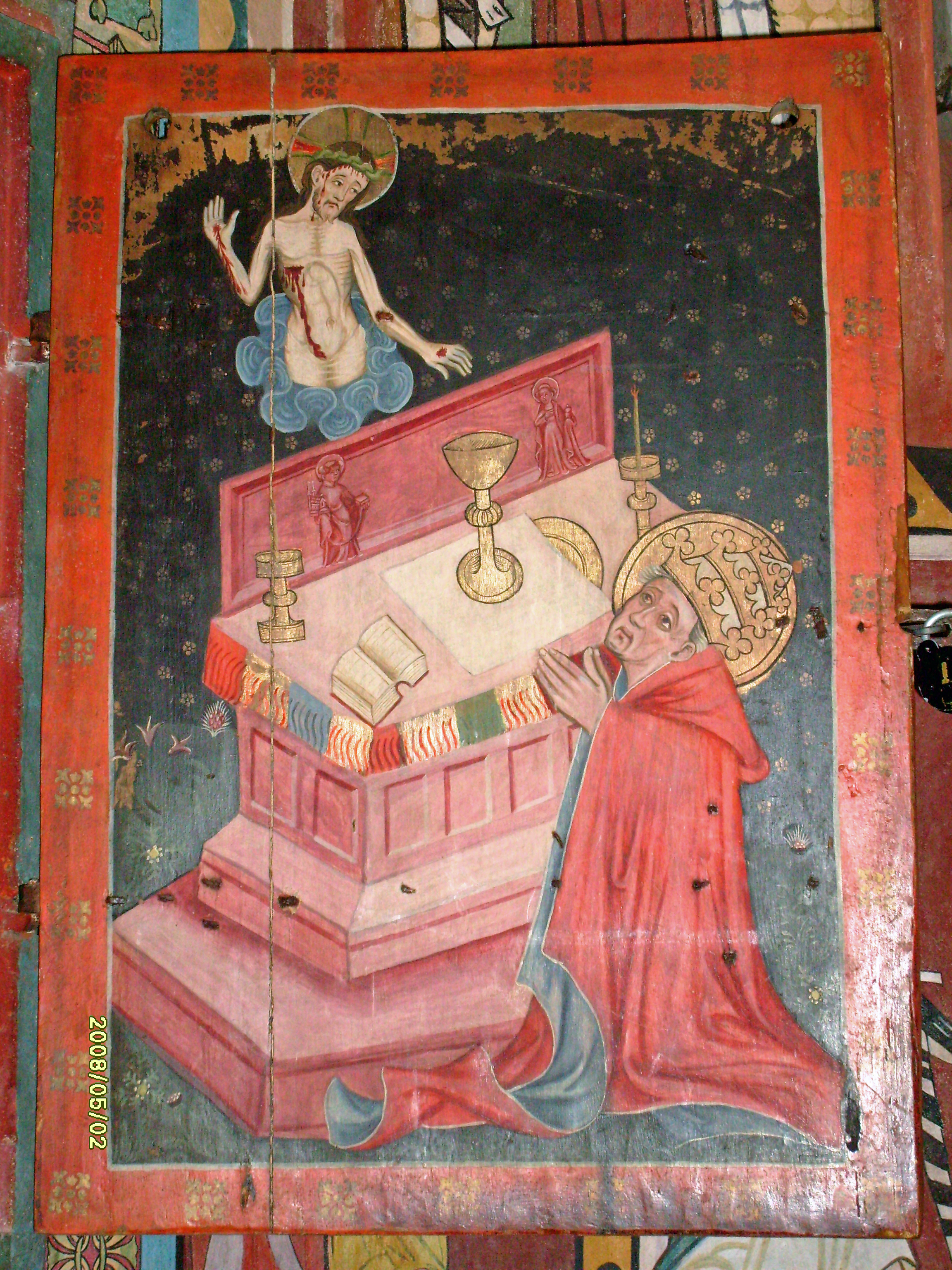
Tabernakelnischentür
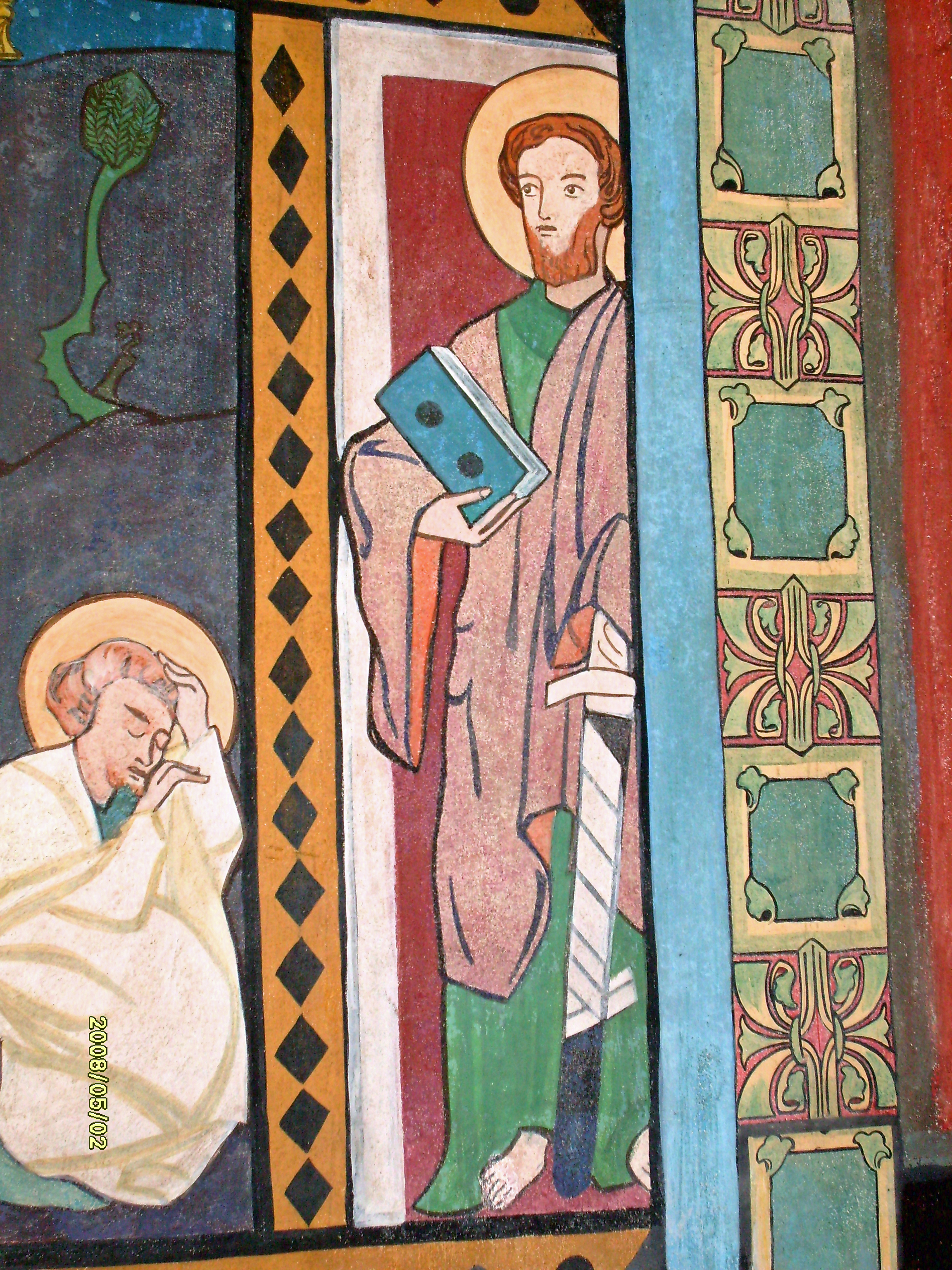
Jakobus der Ältere